# Sabbath Bloody Sabbath
Sabbath, Bloody Sabbath — п'ятий студійний альбом британського гурту Black Sabbath, представлений 1 грудня 1973 року лейблом Vertigo Records. Платівка досягла 4 позиції у британському чарті UK Albums Chart і 11 — у американському Billboard 200.
Характерною особливістю цього альбому команди є більш складні аранжування і синтезаторний звук, характерний для прогресивного року, окрім того в його записі навіть взяв участь клавішник гурту Yes — Рік Вейкман.

## Історія
Робота над альбомом почалася, як згадували учасники гурту, у важкий для неї період, коли довелося розірвати відносини з колишнім менеджментом, а участь у Black Sabbath почала перетворюватися на рутину («Гастролюємо, пишемо, записуємося — знову і знову» — Оззі Осборн). На стані музикантів позначався і спосіб життя, що частково позначилося на тематиці альбому («Killing Yourself to Live»).
Тоні Айоммі згадував, що після Vol.4 у нього настала творча криза; він уже впав у відчай, коли виник «…цей риф, який врятував Black Sabbath» і після якого решта пісень стала з'являтися одна за одною.
Для роботи над матеріалом група орендувала замок в Уельсі; музиканти стверджували, що він був «з привидом» (Білл Ворд стверджував, що бачив привида, що вистрибує з вікна; після цього він, лягаючи спати, завжди брав кинджал із собою в ліжко). Група розташувала апаратуру у підвалах, де, як казав Айоммі, сама атмосфера сприяла появі нових ідей. Для Оззі Осборна альбом став творчою вершиною: він говорив, що ні до, ні після голос його не звучав так добре, особливо в гармонії з самим собою.

## Список композицій
| Сторона 1 | Сторона 1                 | Сторона 1  |
| #         | Назва                     | Тривалість |
| --------- | ------------------------- | ---------- |
| 1.        | «Sabbath Bloody Sabbath»  | 5:45       |
| 2.        | «A National Acrobat»      | 6:16       |
| 3.        | «Fluff» (інструментальна) | 4:11       |
| 4.        | «Sabbra Cadabra»          | 5:59       |

| Сторона 2 | Сторона 2                  | Сторона 2  |
| #         | Назва                      | Тривалість |
| --------- | -------------------------- | ---------- |
| 5.        | «Killing Yourself to Live» | 5:41       |
| 6.        | «Who Are You»              | 4:11       |
| 7.        | «Looking for Today»        | 5:06       |
| 8.        | «Spiral Architect»         | 5:29       |